# André Henri Constant van Hasselt

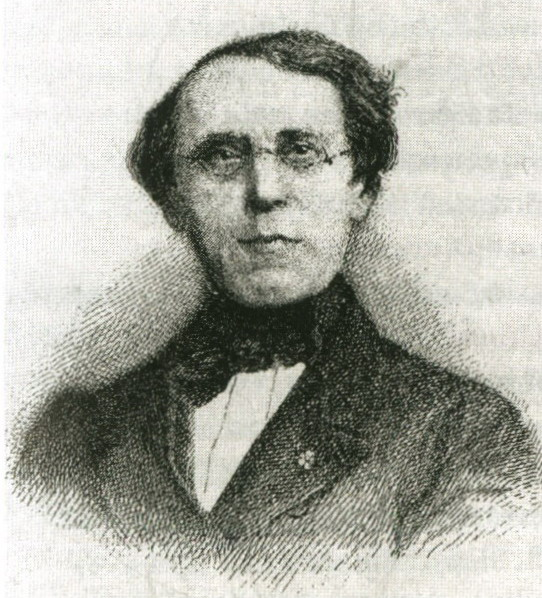
André van Hasselt

André Henri Constant van Hasselt (niederländisch Andries Hendrik van Hasselt; * 5. Januar 1806 in Maastricht; † 1. Dezember 1874 in Brüssel) war ein belgischer Chronist und Dichter niederländischer Herkunft.

## Leben
Andries Hendrik van Hasselt war bis 1830 zunächst niederländischer Staatsbürger. Infolge der belgischen Revolution und der daraus folgenden Unabhängigkeit erhielt van Hasselt dann jedoch die Staatsbürgerschaft von Belgien. Er studierte an den Universitäten von Gent und Lüttich. Nach erfolgreichem Abschluss seiner Studien bekam er eine Anstellung im staatlichen Verwaltungsdienst.
Später wurde van Hasselt als Konservator an die königliche Bibliothek zu Brüssel (heute Nationalbibliothek) berufen. Danach hatte er das Amt eines Inspektors des Primärunterrichts und der Écoles Normales inne.
1837 wurde van Hasselt als korrespondierendes Mitglied in die Königliche Akademie von Belgien aufgenommen, 1845 wurde er volles Mitglied.
Vier Wochen vor seinem 68. Geburtstag starb André Henri Constant van Hasselt am 1. Dezember 1874 in Brüssel und fand dort auch seine letzte Ruhestätte.

## Werke (Auswahl)
Sachbücher
- Histoire de la poésie française en Belgique. Brüssel 1838.
- Histoire de Rubens. Brüssel 1840.
- Les Belges aux croisades. Brüssel 1846 (2 Bde.).
- Histoire des Belges. Brüssel 1847 (2 Bde.).
- Splendeur del’art en Belgique. Brüssel 1848.
- La Belgique pittoresque. Brüssel 1858.

Belletristik
- Les Belges illustres.
- La Belgique monumentale.
- La bibliothèque nationale (damit förderte er die belgisch-französische Volksliteratur durch Novellen, Dorfgeschichten und Chrestomathien für Schule und Haus).
- Poésies. Brüssel 1852–63 (3 Bde.; darin sein Epos „Quatre Incarnation du Christ“).
- Œuvres. Brüssel 1875/78 (8 Bde.).